# التسلسل الزمني لمرض القرحة الهضمية والملوية البوابية
تَسرُد الصفحة التسلسل الزمني للأحداث المُتعلقة باكتشاف أنَّ مرض القرحة الهضمية وبعض السرطانات تُسببها بكتيريا الملوية البوابية. في عام 2005، حَصل باري مارشال وروبن وارن على جائزة نوبل في الطب أو علم وظائف الأعضاء لاكتشافهما أنَّ مرض القرحة الهضمية يَحدُث أساسًا بسبب الملوية البوابية، وهي بكتيريا مُحبة للبيئات الحِمضية مثل المعدة. نتيجةً لذلك، أصبح مَرض القرحة الهضمية المُرتبط بالملوية البوابية يُعالج بالمضادات الحيوية المُستخدمة للقضاء على العدوى. قبل 30 عامًا من هذا الاكتشاف، كان يُعتقد أنَّ مرض القرحة الهضمية يحدُثُ بسبب حمضٍ زائدٍ في المعدة، لذلك كانت علاجات التَحكم في الحمض هيَ الطريقة الأساسية لعلاج مرض القرحة الهضمية، وكانت هذه الطريقة ناجحة جزئيًا، ومن بين تأثيرتها الأخرى، كان معروفًا أنَّ كبت الحمض يُغير بيئة المعدة ليجعلها أقلَ قابليةً لعدوى الملوية البوابية.

## خلفية
قبل الخمسينات من القرن العشرين، كان هُناك العديد من الأوصاف المجهرية للبكتيريا في المعدة وفي إفرازات حمض المعدة، مما أعطى مصداقيةً لكلٍ من النظرية المُعدِية ونظرية فرط الحموضة على أنهما من أسباب مرض القرحة الهضمية. أُجريت دراسةٌ واحدة عام 1954 حيثُ لم تعثر على أدلةٍ لوجود البكتيريا في خزعاتٍ من المعدة مصبوغةٍ تقليديًا، وهذا ساهم بفعالية بجعلِ نظرية الحمض دوغماتية. تغير هذا النموذج عندما قامَ وارن ومارشال بإثبات فرضيات كوخ حول إحداث الملوية البوابية لِمرض القرحة الهضمية، وقاما بذلك بفعاليةٍ عبر سلسلةٍ من التجارب في عقد الثمانينات من القرن العشرين، إلا أنَّهُ كانت هُناك حاجةٌ لجهدٍ مُكثف لإقناع المجتمع الطبي بأهمية عملهم. حاليًا، جميع المجتمعات الرئيسية الخاصة بالأمور الهضمية، تتفق أنَّ الملوية البوابية هي السبب الأساسي غير الدوائي لمرض القرحة الهضمية في جميع أنحاء العالم، وتدعو المجتمعات لاستئصالها باعتبارها أساسيةً لعلاج قرحات المعدة والاثنا عشري. بالإضافة لذلك، فقد ارتبطت الملوية البوابية باللمفوما والسرطانات الغدية في المعدة، كما تُصنف ضمن المسرطانات حسب منظمة الصحة العالمية. أدت التطورات في علم الأحياء الجزيئي في أواخر القرن العشرين للتعرف على تسلسل جينوم الملوية البوابية، مما ساعدَ في فهمٍ أفضل لعوامل الضراوة المسؤولة عن العدوى والاستعمار على مستوى الحمض النووي الريبوزي منقوص الأكسجين.

## قبل القرن العشرين

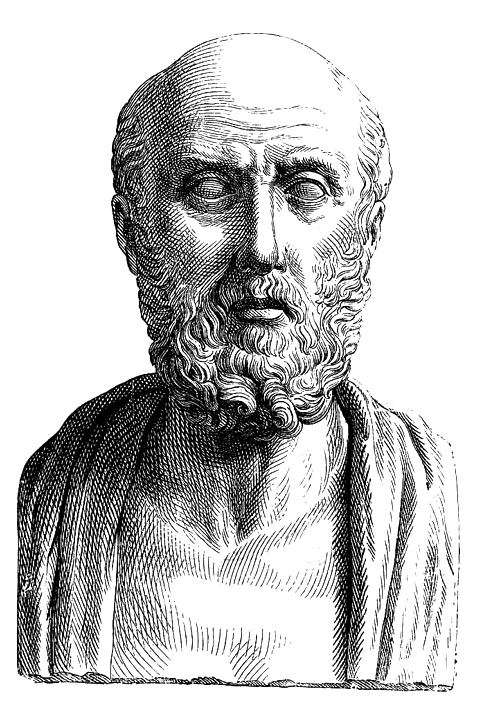
أبقراط

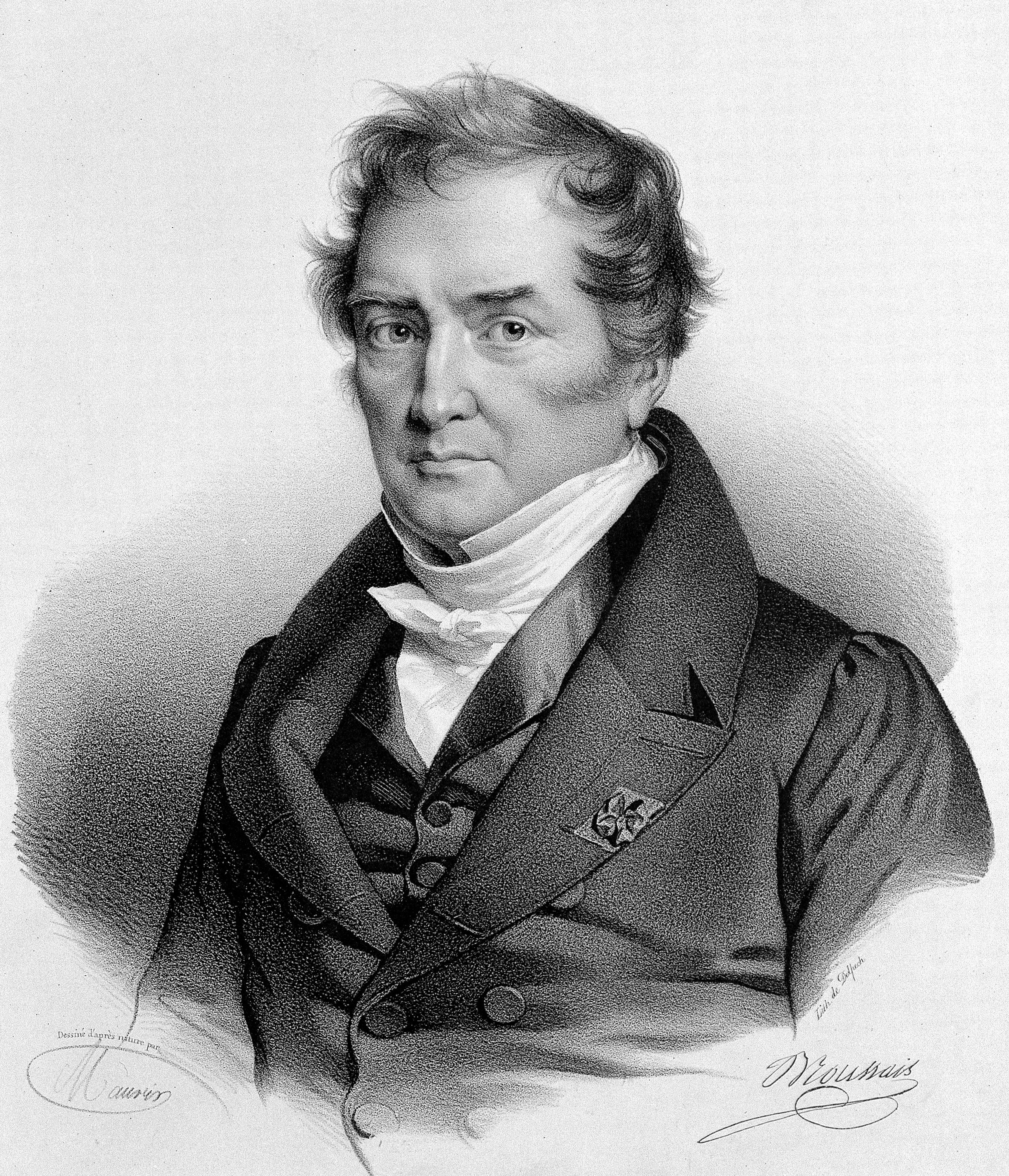
فرانسوا جوزيف فيكتور بروساي

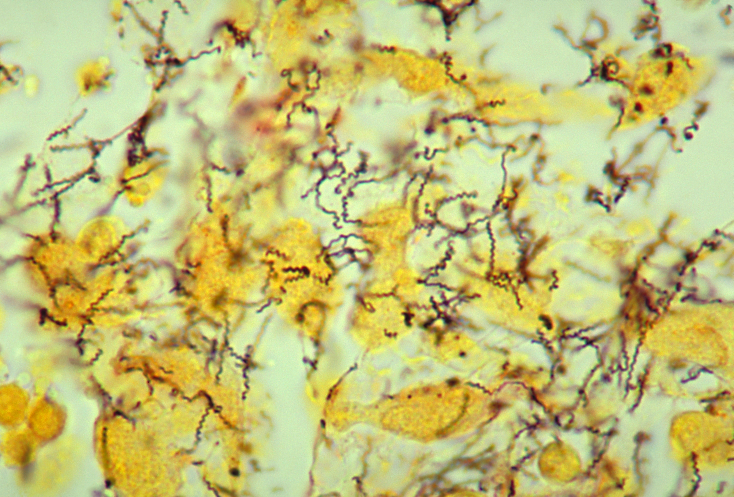
بكتيريا لولبية (ملتوية)

قبل القرن السادس عشر
وصفَ أبقراط الأعراض المعدية لأول مرة.
ذكر ابن سينا العلاقة بين ألم المعدة وأوقات وجبات الطعام.
1586
قام مارسيلوس دوناتوس من مانتوا بإجراء عدة عملياتٍ تشريحية ووصف القرحات المَعِدية.
1688
لاحظَ جون فون مورولت القرحات الإثناعشرية.
1728
افترضَ ستال أنَّ بعض الحمى مُرتبطة بالتهاب وتقرح المعدة.
1761
يرتبط الألم مع قرحات المعدة.
1799
نشرَ ماثيو بيلي وصفًا للقرحات.
1812
اكتشف بروساي أن التهاب المعدة الحاد إذا لم يُعالَج فقد يصبح مزمنًا.
1821
ناقش نيبوف حول وجود علاقةٍ بين التهاب المعدة وسرطان المعدة.
1822
يُعتبر وليم بومونت أول من وضحَ حموضة المعدة والعلاقة بين مستويات الحمض والحالة النفسية.
1868
اقترحَ كوسمول استخدام مركبات البزموت (عامل مُضاد للميكروبات) لِعلاج القرحات الهضمية (منذ ذلك الوقت، استخدم تحت ساليسيلات البزموت في العديد من الأدوية التجارية، ومنها الببتو بزمول، حيثُ يستخدم كجزءٍ من المضادات البكتيرية المستخدمة في علاج الملوية البوابية). لم تكن خصائص البزموت المُضادة للبكتيريا معروفةً حتى وقتٍ متأخر.
1875
افترضَ جي. بوتشر وم. ليتيول أنَّ القرحات تحدث بسبب البكتيريا.
1880
اقترحَ يوليوس كوهنهايم أنَّ القرحة قد تكون ناجمةً عن عوامل كيميائية.
1881
أشارَ كلبس إلى وجود كائناتٍ حية شبيهة بالبكتيريا في تجويف أنبوب الغدة المعدية.
1889
وصف والري جوورسكي كائناتٍ حية ملتوية (لولبية) أثناء غسل الرواسب في البشر، واقترحَ أنَّ هذه الكائنات الحية قد تكون مُشاركة في أمراض المعدة.
1892
لاحظ جوليو بيززوزيرو كائناتٍ حية ملتوية في معدة الكلاب.
1896
وجدَ سالون بكتيريا ملتوية (ملتويات) في معدة القطط والفئران.

## 1900–1950

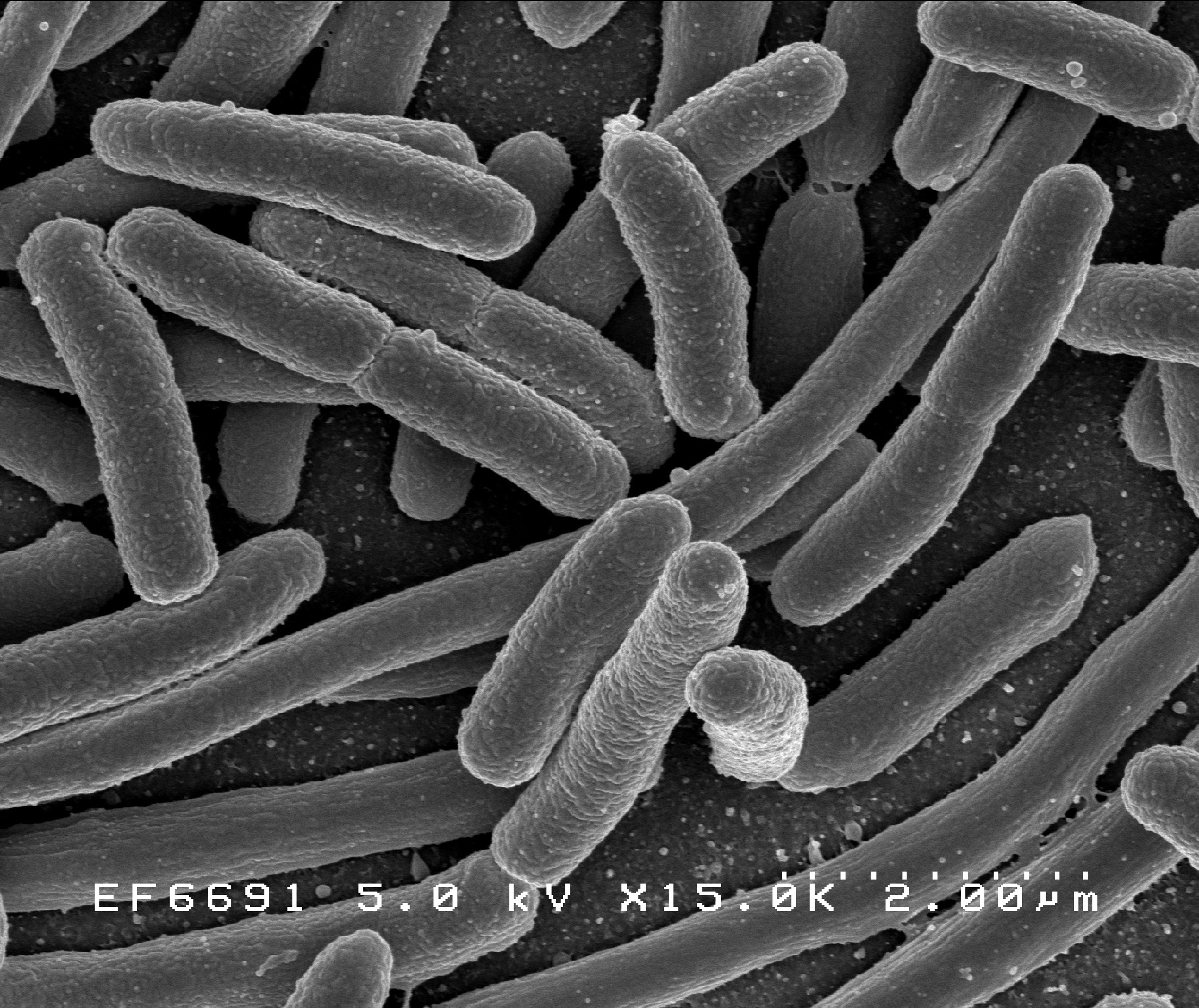
العصوية القولونية (إشريكية قولونية)

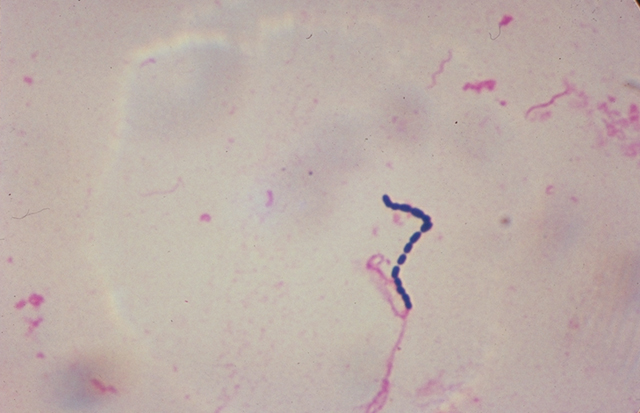
العقدية

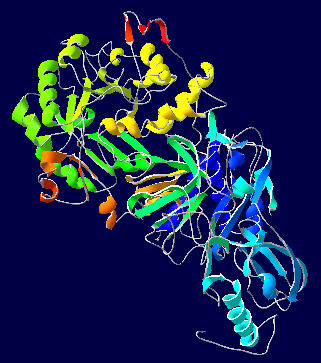
يورياز

1905
اقترحَ ف. ريجل أنَّ القرحات تحدث بسبب الحمض الزائد.
1906
وجد كرينيتس بكتيريا في معدة الأشخاص المصابين بسرطان المعدة.
غذى تورك العصوية القولونية في الكلاب بهدف إحداث القرحات.
1907
اقترحَ بيركلي موينيهان أنَّ الحمض من أسباب حدوث القرحات.
1910
نشرَ شوارتز نظرية الحمض الزائد في القرحة، مستخدمًا العبارة الشهيرة «لا حمض، لا قرحة».
ادَعى جيبيلي أنهُ غير قادر على إعادة إحداث دراسة تورك، حيث قام بإحداث القُرح صناعيًا عن طريق إطعام البكتيريا في الكلاب.
1913
اقترحَ روزنو أنَّ العقديات تحدث قرحات.
1915
أوصيَ لأول مرة باستخدام مضادات الحموضة في علاج مرض القرحة الهضمية.
رُبط بين البكتيريا ومرض القرحة الهضمية، ولكن افترضَ أنَّ البكتيريا تبقى في الفم.
1919
عزلَ كاتسويا كاساي وروكوزو كوباياشي الملتويات في القطط، ونقلوها للأرانب، محدثةً قرحات.
1921
اكتشفَ لوغر الملتويات في العصارة المعدية، حيثُ ربطَ وجودها بسرطان المعدة.
1924
اكتشف لوك وسيث اليورياز في معدة البشر، واللذان اعتقدا أنَّ وجوده أمرٌ طبيعي.
1925
قامَ هوفمان بحقن عينةٍ صغيرةٍ من إنسانٍ مصابٍ بمرض القرحة الهضمية في خنزير غينيا مؤديًا لحدوث قرحاتٍ، ثم عزل البكتيريا التي يُعتقد أنها تسبب القرحات.
1936
أشارت الطبعة الأولى من الموسوعة الطبية الروسية الكبيرة إلى أنَّ العدوى من أسباب حدوث مرض القرحة الهضمية.
1939
بدأ آ. ستوني فريدبرغ دراسةً في مستشفى بيت إسرائيل للبحث عن بكتيريا في معدة البشر، وقد وجدَ الملوية البوابية. ذكرَ آخرون أنهم لا يستطيعون إعادة إنتاج النتائج، على الرغم عدم نشر أية نتائج سلبية.
وصفَ جيمس دوينجز الملتويات في عيناتٍ تشريحية.
1940
راقبَ فريدبرغ وبارون الملتويات في العينات التشريحية، ولكن فريدبرغ تخلى عن أبحاثه بعد أن نصحهُ رئيسه بالانتقال إلى موضوعٍ آخر. في عام 2005، توقع مارشال أنَّ فريدبرغ كان سيفوز بجائزة نوبل عام 1951 لو أنه استمر في عمله.
1948
افترضَ فيتزجيرالد ومورفي أنَّ مرض القرحة الهضمية يحدث بسبب التآكل الذي يُحدث الحمض في الغشاء المخاطي، كما وضحا فعالية اليوريا في علاج مرض القرحة الهضمية.

## 1950–1970

أمونياك

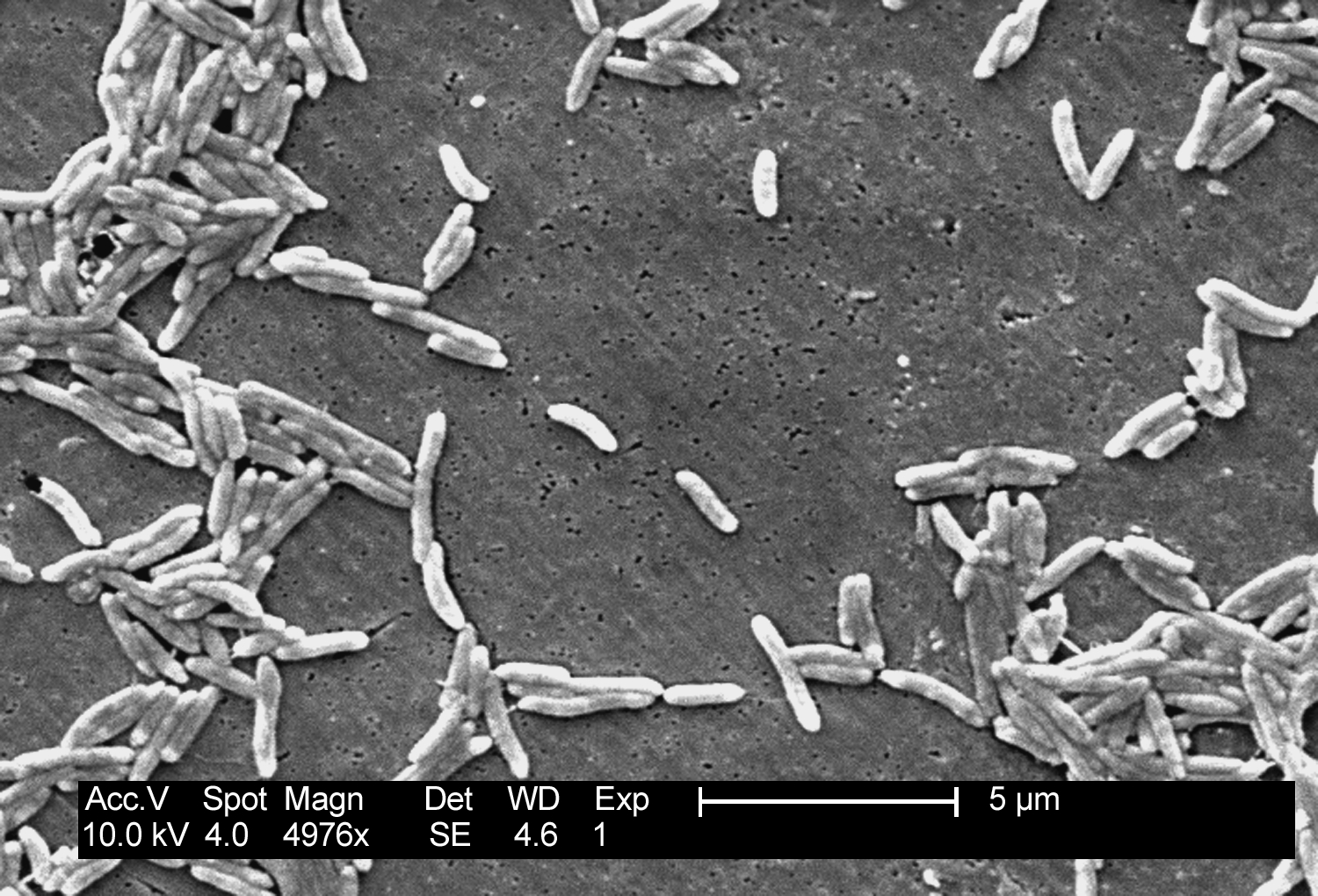
عطيفة جنينية.

1951
نشر ج. الليندي كتابًا تحدث فيه عن علاج القرحة باستخدام البنسلين.
1953
تمكن كُلٌ من دينتزيس وهاستينغز من إيقاف إنتاج الفئران لأنزيم اليورياز باستخدام المضادات الحيويَّة، مما اقترح وُجود صلة بين الأنزيم المذكور والالتهابات البكتيريَّة.
1954
نشر بالمر دراسةً أظهرت أنَّ معدة الإنسان لا تحوي بكتيريات، واستنتج بأنَّ الاكتشافات السابقة كانت نتيجة تلُّوثات. كما اختار بأن لا يستخدم طريقة الوصم الفضي، التي استخدمها كُلٌ من وارن ومارشل فيما بعد لكشف وُجود الملوية البوابية.
1955
لاحظ تارنوبولسكايا أن البنسلين يبدو أنه يعالج بعض القرحات الهضميَّة.
اقترح موتير وكورنيت علاج التهاب المعدة بالمضادات الحيوية.
لاحظ كورنبرغ وديفيز أن المضادات الحيوية تقلل من إنتاج اليورياز في القطط.
1957
اكتشف تشارلز ليبر وأندريه لوفيفر أن المضادات الحيوية تقلل إفراز اليورياز في المعدة وتحفظ الأمونياك.
1958
لاحظ غوردون أن البنسلين يشفي بعض القرحات الهضمية.
يوحنَّا لايكوديس ينجح بعلاج التهاباته المعديَّة المعويَّة باستخدام المُضادات الحيويَّة.
قدَّم ليبر ولوفيفر نتائج دراساتهما في المؤتمر العالمي لأمراض الجهاز الهضمي في واشنطن، لكن المُشاركين لم يتلقوها بشكل جيد بسبب الاعتقاد السائد آنذاك بأن البكتيريا لا يمكنها البقاء في المعدة البشرية، وفق ما خلص إليه بالمر سابقًا.
1959
ليبر ولوفيفر ينشران دراسة مُكمِّلة لِدراستهما السابقة توضح أنَّ المُضادات الحيويَّة تمنع تحويل اليورياز إلى أمونياك في المعدة البشرية.
كونواي وآخرون يُشككون في مدى انتشار اليورياز التي تنتجها البكتيريا في الفئران، كحُجَّة ضد نظرية بكتيريَّة القرحة الهضميَّة.
1960
فيتال وأوريغو يدرُسان الكائنات الشبيهة بالعُطيفة الكائنة في معد القطط والكلاب.
لايكوديس يُمنح براءة اختراع (#22,453) لاكتشافه علاج القرحة الهضميَّة بالمُضادات الحيويَّة.
1962
سوسر وشتاين ينشران بحثًا تحدثا فيه عن ظاهرة الإصابات الجماعيَّة بِالقرحة في إنجلترا. وخلُصا إلى أنَّ التوتر النفسي يتسبب بِالقرحة.
1964
لايكوديس يُقدِّم علاجه لِلقرحة بواسطة المُضادات الحيويَّة خِلال اجتماعٍ لِلجمعيَّة الطبيَّة الجراحيَّة في اليونان. فرفض أغلب أعضاء الجمعيَّة فكرته.
1966
مجلَّة الجمعيَّة الطبيَّة الأمريكيَّة ترفض نشر مخطوط لايكودس الأصلي.
1967
سوسومو إيتو يصف الكائنات الشبيهة بالعُطيفة-المُتصلة بالنسيج الطلائي المعوي.
1968
تغريم لايكودس مبلغ 4,000 دراخما لِعلاجه مرضاه بواسطة المُضادات الحيويَّة.

## 1970–القرن الحادي والعشرين

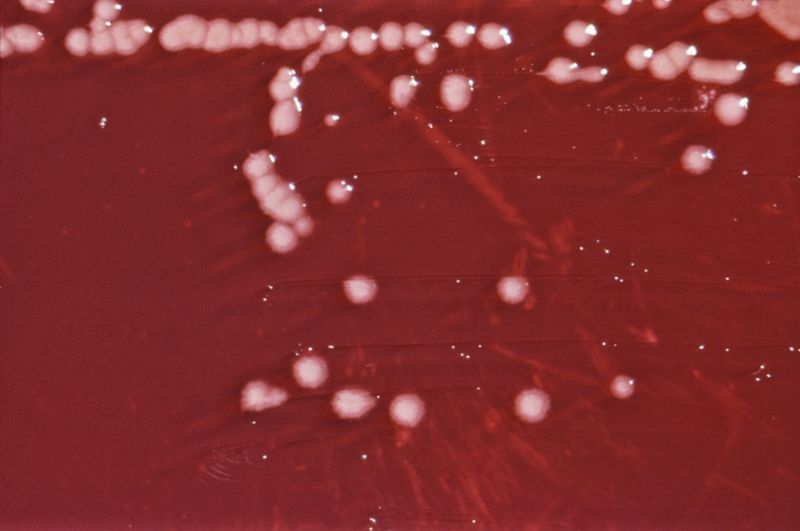
زائفة زنجارية

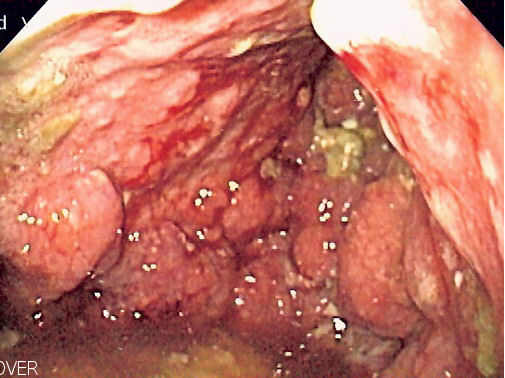
سرطان المعدة

1971
درس هاورد ستيل بعض عيِّنات الملويَّات البوَّابيَّة المأخوذة من خزعاتٍ لِمريضٍ مُصابٍ بِالقرحة.
1972
وُرود أولى التقارير من الصين التي تُفيد بِنجاح علاج القرحة باستخدام الفورازوليدون (وهو عامل مُضاد لِلبكتيريا).
1974
موروزوف يدرس الملويَّات البوَّابيَّة، ولا يربط اكتشافاته بالقرحة.
نشر دراسةٍ قيِّمة تتناول القرحة لا تتطرَّق إلى ربط مُسبباتها بِالبكتيريا.
1975
ستير وكولن جونز ينشران نتائج دراستهما حول الملويَّات البوَّابيَّة وعلاقتها بِقرحة المعدة. ويستنتجان بأنَّ الزائفيَّات هي عامل مُلوِّث، ولا ترتبط بِمُسببات القرحات.
1978
قدَّم العديد من الباحثين، خلال لقاء أعضاء الرابطة الأمريكيَّة لأمراض الجهاز الهضمي في لاس فيغاس، مجموعة من الأوراق البحثيَّة التي اقترحت أنَّ التحكُّم بإفرازات الحمض المعوي باستخدام مُضاد مُستقبلات الهستامين 2 ليس فعَّالًا في مُعالجة القرحة.
1979
نشر رامزي دراسةً نصَّت على إمكانيَّة استخدام البزموت في استئصال القرحات. فالبزموت عامل مضاد لِلبكتيريا، رُغم أنَّ رامزي نفسه لم يُقر بِهذا.
درس ج. روبن وارنز الملويَّات البوَّابيَّة الكائنة في خزعةٍ معويَّة.
كُلٌ من فونغ وباباديميتريو وماتز يعملون على دراسة بكتيريا الملويَّات البوَّابيَّة.
1981
ياو شي يدرس البكتيريا في المعدة، لكنه يعتقد أنها تمر عبر المعدة ولا تستعمر فيها.
تمُّوز (يوليو): باري مارشال ينضم إلى قسم أمراض الجهاز الهضمي بمستشفى رويال برث (الواقعة بِمدينة برث عاصمة أستراليا الغربية) ويلتقي بروبن وارن.
تشرين الأوَّل (أكتوبر): مارشال ووارن ينجحان في علاج أول مريض بالقرحة باستخدام المُضادات الحيويَّة.
1982
ساتوها وآخرون يكتشفون أدلَّة تُفيد بِوُجُود سبب مُعدٍ للقرحة في الجُرذان.
مارشال ووارن يبدآن دراستهما الأولى لتحديد العلاقة بين الملويَّات البوَّابيَّة والقرحات.
نجاح أوَّل عمليَّة زرع لِلملويَّة البوابَّة؛ وقد حدثت مُصادفةً إلى حدٍ بعيد.
تشرين الأوَّل (أكتوبر): مارشال يكتشف أنَّ البكتيريا التي يدرسها ليست من العطائف، وذلك بعدما نظر إليها بواسطة المجهر.
2 تشرين الأوَّل (أكتوبر): مارشال ووارن يُقدمان نتائجهما في اجتماعٍ محليٍ للأطباء. قوبلت تلك الاكتشافات بنقدٍ ملحوظ، وقد اعترف مارشال لاحقًا بأنَّ ذلك النقد كان مبنيًا على أُسسٍ سليمة (لو بِصورةٍ جُزئيَّة).
1983

سيميتيدين

كانون الثاني (يناير): وارن ومارشال يُرسلان رسالتين إلى دوريَّة ذا لانسيت تصف النتائج التي توصَّلا إليها.
شُباط (فبراير): جمعية الجهاز الهضمي في أستراليا ترفض مُلخَّص مارشال الهادف لِتقديم أبحاثه في المؤتمر السنوي لِلجمعيَّة، وتعتبرها ضمن أدنى 10% من الأوراق البحثيَّة المُقدَّمة. قُبل المُلخَّص نفسه لِعرضه في ورشة عمل عن البكتيريات العطيفة في بروكسل.
نيسان (أبريل): مارشال وإيان هيسلوب يشرعان دراسة لمقارنة العلاج بالبزموت مع السيميتيدين، ثُمَّ يتخليان عنها بعدما اعتبراها غير حاسمة.
حُزيران (يونيو): نشر رسالة وارن ومارشال في دوريَّة ذا لانسيت.
أيلول (سپتمبر): الشُرُوع في دراسة الملويَّة البوابيَّة عند المرضى خارج أستراليا.
بعد نشر الرسالة في دوريَّة ذا لانسيت، تبدأ مجموعات من الأطباء والباحثين في جميع أنحاء العالم بالعمل على عزل الملويَّة البوابيَّة.
1984
جمعية الجهاز الهضمي في أستراليا توافق على عرض ورقةٍ بحثيَّةٍ تصف نتائج مارشال ووارن.
حاول كُلٌ من مارشال وجودوين إصابة الخنازير ببكتيريا الملويَّة البوابيَّة في سبيل إثبات أنها السبب وراء القرحات، لكنَّ التجربة كان مصيرها الفشل.
دوريَّة ذا لانسيت تقبل بحث مارشال ووارن خلال شهر أيَّار (مايو) وتنشرها خلال حُزيران (يونيو). أظهر الكثير من المُراجعين المُحكمين عدم إعجابهم بِالبحث المذكور.
مكنلتي وواطسون يتمكنان من الوُصُول إلى نفس نتائج مارشال ووارن.
12 حُزيران (يونيو): مارشال يحقنُ نفسه قصدًا ببكتيريا الملويَّة البوابيَّة ويُصابُ بِالمرض، ثُمَّ يجرع بعض المُضادات الحيويَّة ويشفى مما أصابه.
المجلس القومي لِلبُحوُث الطبيَّة والصحية بِأُستراليا يُموِّلُ بحث مارشال عن بكتيريا الملويَّة البوابيَّة تمويلًا كاملًا.
نشر دراسة في الصين تتحدث عن فعاليَّة علاج القرحات باستخدام العامل المُضاد للجراثيم.
31 تمُّوز (يوليو): صحيفة نيويورك تايمز تنشر مقالًا لِمُراسلها الطبي الدكتور لورانس ك. ألتمان حول العلاقة المُحتملة بين الملويَّة البوابيَّة والقرحات. قال ألتمان في مُقابلةٍ صحفيَّةٍ سنة 2002: «لم أرَ المُجتمع الطبي أكثر دفاعًا أو انتقادًا لِتقريرٍ صحفيٍّ»، مُنذُ انضمامه إلى الصحيفة في عام 1969.
طوماس بورودي يُطوِّر «العلاج الثُلاثي» القائم على البزموت، ويتألف من البزموت ونوعين من المُضادات الحيويَّة. أصبح هذا العلاج أوَّل العلاجات الناجحة فعليًّا للملويَّات البوابيَّة مع معدل استئصال أكثر من 90% منها.
1985
مارشال ينشر النتائج التي استخلصها من حقنه لِنفسه بِالبكتيريا.
بورودي يحصل على براءة اختراع العلاج الثلاثي القائم على البزموت.
1987
درام وزملاؤه يجرون دراسة عن الأطفال في دورية نيو إنجلند الطبيَّة ويجدون ارتباطًا وثيقًا بين الملويَّة البوابيَّة والالتهابات الأساسيَّة لِلمعدة أو غير المُبررة وتقرُّحات الإثني عشر الأوليَّة، في حين لا يظهر لهم أنَّ البكتيريا تُسبب الالتهابات والتقرُّحات الثانويَّة لأسبابٍ مُحددة مثل داء كرون أو غيره من الأمراض الخطيرة. نظرًا لأنَّ التهابات المعدة وتقرُّح الإثني عشر نادران في الأطفال، فقد تمكنت هذه الدراسة من التأكيد على صحَّة نظريَّة وارن ومارشال القائلة بأنَّ بكتيريا الملويَّة البوابيَّة عبارة عن ممراض مُحدد وليست سطحًا مُخاطيًّا كما اقترح البعض. كانت هذه هي المرَّة الأولى التي تنشر فيها مجلة نيو إنجلند، وهي الدوريَّة الطبيَّة الرائدة في العالم، دراسةً عن الملويَّة البوابيَّة.
حقن موريس نفسه ببكتيريا الملويَّة البوابيَّة عن قصد، تمامًا كما فعل مارشال، فأُصيب بِالمرض مثله، على أنَّهُ لم يشفَ تمامًا عبر جرع المُضادات الحيويَّة. فلازمه المرض مُدَّة ثلاث سنوات.
أظهرت دراسة مُستفيضة في دبلن أن استئصال بكتيريا الملويَّة البوابيَّة يُقلل بِشكلٍ كبيرٍ من تكرار القرح.
1990
الشُرُوع في عرض العلاج الثُلاثي الخاص بِبورودي للاستهلاك العام في الولايات المُتحدة، ويُعطى اسمًا تجاريًّا هو «هاليداك».
راوس وتايتغات يصفان علاج قرحة الإثني عشر عن طريق القضاء على بكتيريا الملويَّة البوابيَّة باستخدام تركيبة العلاج الثُلاثي لِبورودي. سُرعان ما أصبح العلاج الثُلاثي، بعدما طُوِّر إلى مُثبط مضخَّة بروتونيّ، خط الدفاع العلاجيّ الأوَّل ضدَّ البكتيريا المذكورة.
المؤتمر العالمي لأمراض الجهاز الهضمي يوصي بِالقضاء على الملويَّة البوابيَّة لِعلاج قرحة الإثني عشر.
وُرُود أوَّل تقرير يُفيد بِمُقاومة بكتيريا الملويَّة البوابيَّة المضاد الحيوي ميترونيدازول. ستدفع هذه المُقاومة الباحثين والأطباء إلى العمل على تطوير العديد من تدابير المُضادات الحيويَّة ومُثبطات مضخَّات البروتون المُختلفة الهادفة لاستئصال البكتيريا.
1992
فوكودا وآخرون يُثبتون أنَّ ابتلاع سعادين الريص المكَّاك لِلملويَّة البوابيَّة يُسبب لها التهاباتٍ في المعدة.
كوفاكي وآخرون يتمكنون من فك تشفير سلسلة جين CagA، والذي يُشفر بروتين سطحي مرتبط بِسُميَّة الخلايا، والتي ترتبط ارتباطًا وثيقًا مع سُلالات الملويَّة البوابيَّة التي تُسبب قرحة الإثني عشر. كان هذا أوَّل وصفٍ لِعامل ضراوة الإصابة ببكتيريا الملويَّة البوابيَّة الذي حددته التقنيَّات الجُزيئيَّة.
1994
فوجيوكا وآخرون ينشرون دراسة ذات نتائج شبيهة بِتلك التي خلص إليها فوكودا وزُملاؤه.
انتهاء مُدَّة براءات اختراع الأدوية المُخفِّضة لِلأحماض، وزوال الحوافز الماليَّة لِتطوير مُقاومة المُضادات الحيويَّة لِلقرحات.
مؤتمر المعهد الوطني للصحة في الولايات المتحدة الأمريكية يُعلن القبول العام لِبكتيريا الملويَّة البوابيَّة كمُسببٍ لِلقرحات في الولايات المُتحدة.
الوكالة الدُولية لِبُحوث السرطان التابعة لمنظمة الصحة العالمية تُعلن أنَّ بكتيريا الملويَّة البوابيَّة هي عامل مُسرطنٌ يُصنَّف ضمن المجموعة الأولى من المُسرطنات.
باسونت وآخرون يصفون العلاقة بين الملويَّة البوابيَّة والأورام اللمفاويَّة في الجهاز الهضمي، ويقولون أنَّ هذه القرحة الخبيثة يُمكن مُعالجتها عن طريق القضاء على الملويَّات البوابيَّة.
1997
تومب وآخرون يُكملون فك شيفرة سلسلة 1,667,867 زوج من الأزواج القاعديَّة لِلمجمع المورثي لِلملويَّة البوابيَّة. ساعد هذا الأمر على تحديد عوامل ضراوة جديدة لعدوى الملويَّة البوابيَّة على المُستوى الجُزيئي.
2001
تشان وآخرون يُجرون تجربة مُراقبة عشوائية تُظهر أنَّ استئصال الملويَّة البوابيَّة يمنع النزيف من القرحة التي يسببها الأسبرين ومضادات الالتهاب اللاستيرويديَّة.
2002
مجموعة الدراسات الأوروبية لِبكتيريا الملويَّة البوابيَّة تنشر تقرير ماستريخت 2-2000 المُجمع عليه، وتقترح فيه إستراتيجية «اختبار ومعالجة» البكتيريا الملويَّة البوابيَّة في المرضى الصغار الذين لا يُعانون من أعراض غير نمطية. دافعت هذه الإستراتيجية عن اللجوء إلى اختباراتٍ غير مُوسَّعة لتقييم حالة الملويَّة البوابيَّة ومُعالجتها علاجًا بسيطًا إذا وُجدت، حتَّى لو تبيَّن من خلال التنظير الداخلي أنَّ المرء الذي أُجري له الفحص لا يُعاني من قرحة مؤكدة.
2005
حصل وارن ومارشال على جائزة نوبل في الطب أو علم وظائف الأعضاء لِعملهما على الملويَّة البوابيَّة والقرحات المعويَّة.